# Chromosov neboder
Chromosov neboder (poznat i pod nazivom Chromosov toranj) poslovni je neboder u Zagrebu. Nalazi se u gradskoj četvrti Trnje, na uglu Ulice grada Vukovara i Heinzelove ulice, te je posljednji neboder izgrađen u Zagrebu prije početka Domovinskog rata.

## Gradnja
Neboder je otvoren 1989. godine te je posljednja visoka građevina izgrađena u Zagrebu prije raspada SFRJ. Glavni arhitekti projekta bili su Marijan Turkulin i Petar Vovk.

## Osnovne karakteristike
Zgrada ima 15 katova te je ukupne visine 60 metara. U početku je bila namijenjena kao glavno sjedište tvrtke Chromos, pa otuda dolazi i ime. Danas je za uredske prostore koristi 40-ak tvrtki, a ovdje svakodnevno na posao dolazi 600-tinjak zaposlenih.

## Vanjske poveznice
|  | Zajednički poslužitelj ima još gradiva o temi Chromosov neboder |